# Wouldn't It Be Nice
«Wouldn't It Be Nice» es la canción apertura del álbum Pet Sounds de 1966, de la banda de rock estadounidense The Beach Boys. Fue compuesto, arreglado y producido por Brian Wilson, con letras por parte de Tony Asher. Algunas décadas después, Mike Love fue incluido en los créditos de la canción por sus contribuciones en la coda. Fue lanzado en sencillo dos meses después de la edición del álbum, con "God Only Knows" como lado B.
La letra describe una pareja de enamorados lamentándose por ser demasiado joven para casarse, fantaseando sobre lo agradable que sería si fueran adultos. Al igual que otras pistas para Pet Sounds, Wilson construyó el Wall of Sound usando una variedad de instrumentos no asociados a la música pop de ese entonces, luego se registró el complejo arreglo cantado por el grupo, a partir de las especificaciones exactas de Wilson.
El sitio Pitchfork Media incluyó esta canción en el séptimo puesto de su lista de "The 200 Greatest Songs of the 1960s".

## Composición
En el documental Endless Harmony, Brian Wilson describió la canción como "las cosas que todos los niños atraviesan ... ¿No sería bonito si fuéramos más viejos, podríamos escapar y casarnos". Wilson añadió en 1996: "Expresa las frustraciones de la juventud, lo que no se puede tener, lo que realmente quieres y tienes que esperar". La canción expresa "la necesidad de tener la libertad de vivir con alguien", según Brian. "La idea es, cuanto más hablamos sobre ello, más lo queremos, pero vamos a hablar de todos modos". La letra fue escrita casi en su totalidad por Tony Asher en el transcurso de uno o dos días. La única contribución de Mike Love fue la copla final "Good night my baby / sleep tight my baby". Asher dijo: "Brian estaba constantemente en busca de tópicos para que los chicos pudieran relacionarse. A pesar de que estaba tratando arreglos más avanzados, todavía estaba increíblemente consciente de esa cosa comercial. Esta necesidad absoluta para relacionarse".
En noviembre de 1969, el padre Murry Wilson, vendió los derechos de autor a las canciones de la editorial Sea of Tunes a Irving Almo por aproximadamente 700.000 dólares. Muchos años más tarde en abril de 1992, justo después de que Brian Wilson había ganado el juicio y había ganado 25$ millones por daños y perjuicios, y recuperara muchos de los derechos de autor de sus canciones, Mike Love presentó una demanda contra Brian Wilson por 13$ millones que reclamaba que no se lo había acreditado, en unas treinta de las canciones de la banda. Una de estas canciones era "Wouldn't It Be Nice". El crédito original sólo se lo dio a Wilson/Asher, pero Love insistió en que él también estaba involucrado en la escritura de la canción, especialmente en la parte que dice "Good night my baby, sleep tight my baby". Mike Love ganó el juicio, por lo tanto tiene asegurado futuros derechos de autor en todas las canciones que él había demandado.
Las contribuciones de Love son discutidas. Él afirmó que revisó o añadió otras letras más allá de la coda final, pero Asher afirmó que eso no era posible debido a la ausencia de Love durante el periodo de composición de Pet Sounds. Como Love estaba de gira con el grupo en Japón, mientras el álbum aún estaba en periodo de composición, el abogado de Love propuso que Brian pudo haber consultado a este por teléfono durante algún periodo de descanso que este último tuvo. Asher, creyendo que el argumento era "tan absurdo", respondió con incredulidad.

## Grabación
La pista instrumental fue grabada en Los Ángeles, California en Gold Star Studios el 22 de enero de 1966. La sesión fue dirigida por Larry Levine y producida por Brian Wilson. Tomó 21 tomas antes de que Brian Wilson decidió que ya tenía suficiente muestras maestras para editar. Aspectos destacados de estas sesiones se pueden escuchar en el box set The Pet Sounds Sessions de 1997. Las 21 tomas de grabación de la canción instrumental se editaron de forma pirata en el box Sea Of Tunes Unsurpassed Masters series Vol. 13.
Los músicos presentes en el día de la grabación instrumental eran un grupo de músicos conocidos como The Wrecking Crew de Los Ángeles. Estuvieron presentes para la grabación instrumental: Hal Blaine en batería, Frank Capp en percusión, Roy Caton en trompeta, Jerry Cole en guitarra, Al de Lory en piano, Steve Douglas en saxofón, Carl Fortina en acordeón, Plas Johnson en saxofón, Carol Kaye en bajo eléctrico, Barney Kessel en una especial construcción de una mandolina de 12 cuerdas, Larry Knechtel en órgano, Frank Marocco en acordeón, Jay Migliori en saxofón, Bill Pitman en guitarra, Ray Pohlman en mandolina y Lyle Ritz en contrabajo.
Las voces fueron grabadas en dos sesiones en Columbia con Ralph Balantin como ingeniero de sonido. La primera sesión vocal tuvo lugar el 10 de marzo, en donde también se trabajaron las voces de "I'm Waiting for the Day", "God Only Knows" y "I Just Wasn't Made for These Times". La siguiente sesión aconteció el mes siguiente, un 11 de abril, allí probablemente se grabó la voz final para la canción. Durante esa sesión también se trabajaron las voces para "God Only Knows". Las sesiones vocales fueron problemáticas (en lo que respecta a las partes corales), como Bruce Johnston recuerda: "Nosotros regrabamos nuestras voces muchas veces, [pero] el ritmo nunca era el preciso. Nos tuvo esclavos en Western durante unos días, cantando esta cosa, y [Brian dijo], 'no, no es correcto, no es correcto'. Una vez, se llevó una [grabadora de cinta] 4 pistas Scully a su casa, pero eso realmente no funcionó". Durante las sesiones, Brian le enseñó a su hermano Dennis Wilson una técnica de grabación que involucra ahuecar las manos sobre su boca. Sobre ello: "Bueno, tenía un montón de problemas cantando en el micrófono. Simplemente no sabía muy bien cómo mantenerse en el micrófono. Era un chico muy nervioso. Una persona muy nerviosa. Entonces le enseñé un truco, de cómo grabar y me dijo, 'Hey Brian. Esto funciona muy bien, ¡gracias!.' A lo que yo respondí: '¡No hay problema Dennis!. Estaba muy contento le había enseñado, no como cantar, sino una forma de sacar lo mejor de sí mismo".

## Publicaciones
Primero apareció en el álbum de estudio Pet Sounds de 1966, la pista instrumental aparece en Stack-O-Tracks de 1968, la canción original apareció en Good Vibrations - Best of The Beach Boys de 1975, en 20 Golden Greats de 1976, una diferente versión vocal apareció en Made in U.S.A. de 1986, fue incluida en el álbum de estudio Still Cruisin' de 1989, en Summer Dreams de 1990, en el exitoso box set Good Vibrations: Thirty Years of The Beach Boys de 1993, en el compilado de archivos Endless Harmony Soundtrack de 1998, en una compilación de 1999 The Greatest Hits - Volume 1: 20 Good Vibrations, en The Very Best of The Beach Boys de 2001, en la selección de clásicos por Brian Wilson Classics selected by Brian Wilson de 2002, en el exitoso compilado Sounds of Summer: The Very Best of The Beach Boys de 2003, en Platinum Collection: Sounds of Summer Edition de 2005, en el box que junta todos los sencillos del grupo U.S. Singles Collection: The Capitol Years, 1962-1965 de 2008 y en el compilatorio con "canciones de amor" Summer Love Songs de 2009.

### Sencillo
El 11 de julio de 1966, "Wouldn't It Be Nice" fue editado con "God Only Knows" en el lado B, en los Estados Unidos, este sería un sencillo enteramente de Pet Sounds. Se mantuvo en el Billboard durante 11 semanas, llegando al puesto n.º 8 el 17 de septiembre. El sencillo alcanzó el puesto n.º 7 en el Cashbox. En julio de 1966 sorprendentemente "God Only Knows" alcanzó el puesto n.º 2 en el Reino Unido. Alcanzó el puesto cuatro en Canadá. En Australia, la canción fue lanzada en agosto de 1966, llegó al puesto 39 y estuvo en las listas por 17 semanas, alcanzando el segundo puesto. En Nueva Zelanda el sencillo llegó al puesto n.º 12. La canción fue reeditada en noviembre de 1966 en el Reino Unido en un EP bajo el título God Only Knows (EP). En julio de 1976 se editó como lado B de un sencillo con "Good Vibrations", el corte alcanzó el puesto 18.
En abril de 1971 se editó en sencillo una versión en vivo de "Wouldn't It Be Nice" con "The Times They Are a-Changin'" en el lado B, ambas grabaciones son de un recital del 3 de octubre de 1970, durante el Big Sur Folk Festival, en Monterey. El corte fue distribuido por la discográfica Ode Records con el catálogo 66016.
Por el 40º aniversario de Pet Sounds, se editó en junio de 1996 un sencillo de vinilo. El mismo se encuentra constituido por una versión en estéreo de "I Just Wasn't Made for These Times" que abarca todo el lado A del disco, mientras que una versión a capela de "Wouldn't It Be Nice" y una mezcla en estéreo de "Here Today", complementan el lado B.

### En vivo
"Wouldn't It Be Nice" ha sido interpretada en numerosos recitales de The Beach Boys, también apareció en los álbumes en vivo Live in London de 1970, fue grabada en el recital Big Sur Folk Festival, en Monterey, esa grabación se editó como sencillo por Ode Records y también apareció en el álbum en vivo Celebration Recorded Live Big Sur Folk Festival Monterey por varios artistas editado en 1970. Una versión en vivo con Blondie Chaplin y Ricky Fataar se editó en el álbum doble The Beach Boys in Concert de 1973, también hay una grabación en vivo en Songs from Here & Back de 2006. La última edición es de 2012 con motivo de la gira 50 aniversario de los Beach Boys, en este caso interpretada por Al Jardine.

## Banda sonora
En la película 50 First Dates, "Wouldn't It Be Nice" forma una parte importante en la película.
- Love & Mercy  (2015) (Biopic de Brian Wilson)
- Shampoo (1975)
- Roger & Me (1989)
- 50 First Dates (2004)
- It's Complicated  (2009)
- Hidamari no kanojo  (2013)
- Baywatch  (2017)